# 立陶宛黑頭羊
立陶宛黑頭羊是20世紀中立陶宛培養的小型綿羊品種，為本土粗毛綿羊與英國施洛普綿羊、德國黑頭羊等雜交產生，成年公羊重43至54公斤，母羊重34至38公斤，體毛為白色，頭部、耳朵和四肢則為黑色，無羊角。此品種成長期短且含肉量高，屠宰率近50%；毛為白色的半細羊毛，粗25至34微米，長5至12公分。
1952年與1956年，有國營的立陶宛黑頭育種場分別在帕斯瓦利斯與特爾希艾成立。1963年，第一個立陶宛黑頭羊的品種登記書發布，同年舍杜瓦實驗農場（今為國營企業舍杜瓦綿羊養殖公司 ）成立，負責進行立陶宛黑頭羊的保種工作，包括綿羊生育狀況、產出肉奶品質的研究。
截至2007年，有四個農場有養殖純系的立陶宛黑頭羊，共有約70頭，舍杜瓦綿羊養殖公司則養了約400頭，今仍負責立陶宛黑頭羊的保種。立陶宛獸醫學院下的畜牧研究所純有此品種的冷凍精液。